# Башня (фильм, 1987)
«Башня» — советский художественный фильм 1987 года, психологическая драма. Фильм снят режиссёром Виктором Трегубовичем. Главные роли в этом фильме исполнили Ольга Остроумова, Георгий Бурков, Сергей Сазонтьев, Раиса Рязанова и Ирина Апексимова.

## Сюжет
Действие фильма разворачивается недалеко от водонапорной башни, расположенной рядом с дорогой. При башне живёт механик, который и обслуживает сооружение. У механика есть семья — жена и родственник-инвалид.
Однажды возле башни ломается автомобиль. Его владельцы — городская семья, из-за поломки им приходится остановиться и искать помощи у местных обитателей. Их вынужденное пребывание в гостях оказывается слишком долгим и небезобидным для подростка из семьи смотрителя.

## В ролях
- Ольга Остроумова — Кара Семёновна
- Вадим Лобанов — Иван Васильевич, муж Кары Семёновны
- Ирина Апексимова — Ксюша, дочь Кары Семёновны и Ивана Васильевича
- Алексей Ясулович — Веня
- Иван Агафонов — Иван Филиппович, механик водонапорной башни
- Раиса Рязанова — Таля, жена Ивана Филипповича
- Георгий Бурков — Саня Копытов
- Сергей Сазонтьев — Дима Черепанов
- Светлана Гайтан — Паша, мать Вени

## Съёмочная группа
- Авторы сценария: Александр Александров и А. Камышова
- Режиссёр: Виктор Трегубович
- Оператор-постановщик: Валерий Мюльгаут
- Монтаж: Маргарита Шадрина
- Художники-постановщики: Грачья Мекинян и Михаил Гаврилов
- Композитор: Игорь Цветков
- Звукорежиссёр: Наталья Левитина